# Ḩalfāyā
Ḩalfāyā (arabiska: حلفايا) är en ort i Syrien.   Den ligger i provinsen Hama, i den centrala delen av landet, 200 kilometer norr om huvudstaden Damaskus. Ḩalfāyā ligger 301 meter över havet och antalet invånare är 23 403.